# 陈群 (1890年)

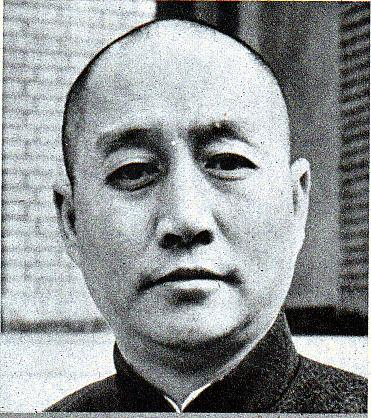
「写真週報」110号，1940年4月3日号，p.6刊登的陈群照片

陈群（1890年—1945年8月17日），乳名荣福，字人鹤，号中之，福建长汀童坊镇人，中华民国政治人物，中華民国維新政府要人。

## 生平

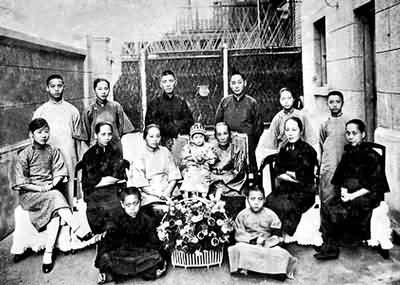
陈群（后排右三）与家人在上海的全家福

陈群之父在福州霞浦街经营纸业，因此陈群早年自家乡长汀来到福州念私塾。15岁时，陈群在福州城头施放书写有反清标语的风筝，随即遭到拘押。稍长，陈群考入高等警官学校。毕业后，陈群又入水井福建私立法政学校。辛亥福州光复後，陈群参加福建学生北伐军。
1913年，陈群赴日本留学。在校期间，参加了孙中山领导的中华革命党，还曾变卖福州、永安等处的房产资助革命。1916年，陈群回到上海，在环龙路44号中华革命党总部担任干事。1917年（民国6年）9月，陳群任广州的大元帥府秘書。护法战争期间，奉孙中山之命准备自上海前往漳州从事秘密活动，不料行前被朋友李道开出卖，遭到松沪护军使卢永祥逮捕。陈群拒绝了卢永祥的招降，险些被卢永祥处决，因南北议和而脱险。
1921年，陈群出任广州孙中山总统府秘书。1922年6月陈炯明发动六一六事变，炮轰总统府，孙中山避难永丰舰，陈群随舰帮同。1922年10月，上海总部派林森担任福建省省长，陈群亦奉派随同回福建。此后，直到萨镇冰主政福建初期，陈群一直在福建政要之间周旋。后来，陈群离开福建，经上海回到广州。
再次回到广州后，1923年（民国12年）5月，陈群任大元帥府宣传委員。此后，陈群任广东陆海军大元帅大本营的中国国民党党務準備委員。黄埔军校创办后，陈群兼任该校三民主义教员。不久，历任广东民政厅民政科长、警官学校校长、课吏馆馆长。
从1926年起，陈群历任中国国民党上海政治分会委員、国民革命軍東路总指揮部政治部主任、上海警備総司令部軍法处处長、中国国民党中央宣传部駐滬办事处主任、第26軍政治部主任、上海法政学院总務長等职务。

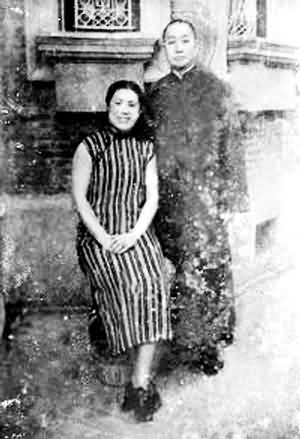
陈群（右）与宠妾在南京合影

北伐战争开始後，陈群担任北伐军东路军前敌总指挥部政治部主任。1927年初，时任北伐军东路军前敌总指挥部政治部主任的陈群驻江西。“蒋介石派遣邓祖禹寻陈于江西某旅社。陈随邓晤蒋，蒋以巨款交陈自江西至上海，嘱其就‘清党’办法商诸青红帮头子杜月笙、张啸林、黄金荣。”1927年，陈群奉命前往上海，同杜月笙等人秘密商讨清除中国共产党势力。4月12日，在陈群等人的策划下，四一二事变爆发。
四一二事变後，陈群、杨虎、潘宜之于5月1日联名致电宋庆龄称：“武汉为贼窃据，夫人以未亡人之身，有何顾虑？应请拼死脱离贼巢，速赴南京，拥护本党。继续总理遗志，完成国民革命。不然将何面目见先生于地下？痛哭陈词，敬希垂纳。”但此议遭宋庆龄拒绝。
蒋介石抵达上海後，于1927年5月11日命陈群主持上海政治工作，任命杨虎为上海警备司令。陈群、杨虎指使手下大刀队，数日便杀害中国共产党党员和群众400多人。二人手段残酷，被称为“狼虎成群”（“杨虎陈群”上海话的谐音）。后两人又被派往宁波进行清党。
1932年（民国21年）1月，陈群出任中华民国内政部政务次长。不久，改任首都警察厅厅长。由于清党经费问题，陈群逐渐失宠于蒋介石，转而同胡汉民、孙科等人接近，替他们与杜月笙牵线搭桥。1932年，由于孙科受蒋介石逼迫下台，陈群遂随之去职，移居上海，充当律师，托庇于杜月笙门下。

抗日战争爆发后，陈群维持上海治安，受日本人的引诱，参与梁鴻志组织日本傀儡政府的活动。1938年3月，中华民国维新政府成立，陈群出任内政部长。同年9月，維新政府与王克敏的中華民国臨時政府组织中華民国政府联合委員会，陳群任委員。
1940年3月汪精卫政权成立后，陈群任行政院内政部长、文治委員会委員、中央政治委員会委員。其后，历任憲政实施委員会常務委員、中日文化協会常務理事、東亚联盟中国总会常務理事、国民運動促進委員会常務委員、中央警察学校校長、物資調査委員会委員長、新国民運動促進委員会主任委員等职务。1941年内政部由日本知照设立青年团训练所，陈群出任所长。陈群在内政部任上，曾访问日本三次。1943年（民国32年）9月，江蘇省省長李士群被暗杀后，汪精卫得日本方面江苏顾问金子同意，调陈群任江苏省省长。1944年汪精卫死后，1944年11月，陈群就任考试院院长。
1945年8月日本投降後，1945年8月17日，陈群在南京寓所内服毒自杀身亡，自杀前手书《自剖书》。
1942年，陈群在南京颐和路2号建成一座三层楼的泽存书库，以收藏他搜罗的40万册新旧图书。后来此处曾是南京图书馆古籍部。

## 家庭
- 子：陈志，生于1938年，曾任北京中国广播吉他乐团团长、艺术指挥，中国吉他学会理事长，中美音乐学会主席等职。[1]